# Xiangliu (lune)

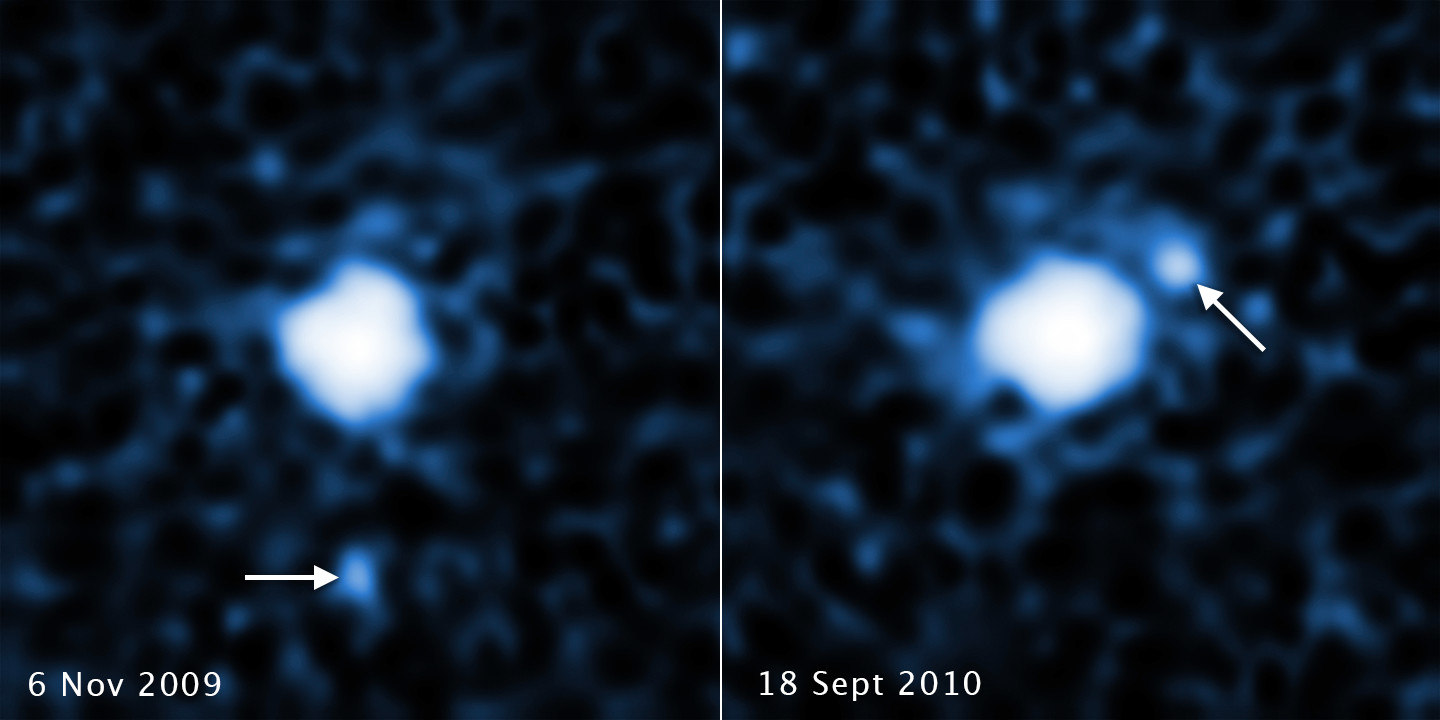
Image de Gonggong et de sa lune Xiangliu par Hubble.

Xiangliu, désignation complète (225088) Gonggong I Xiangliu, est un satellite naturel de l'objet transneptunien (225088) Gonggong, le seul connu à ce jour (février 2019).
Les astronomes hongrois Gábor Marton et Csaba Kiss, de l'observatoire Konkoly, en Hongrie, ainsi que Thomas Müller, de l'Institut Max-Planck, en Allemagne, ont identifié ce satellite sur des photographies issues d'un relevé d'objets transneptuniens du télescope spatial Hubble datant de septembre 2010. Marton annonce sa découverte le 17 octobre 2016 à Pasadena, lors du colloque commun au Colloque européen de planétologie et à la Division des sciences planétaires de l'Union américaine d'astronomie.
Le satellite est officiellement nommé Xiangliu le 5 février 2020, en même temps que Gonggong, en référence à Xiangliu, le serpent venimeux à neuf têtes, ministre de Gonggong dans la mythologie chinoise.
À l'heure actuelle peu de choses sont connues sur Xiangliu : à l'exception des photographies de septembre 2010, les découvreurs ont rapporté une tentative de détection du satellite sur des photographies datant de 2009. La lune mesurerait 300 km de diamètre et orbiterait à une distance d'au moins 15 000 km de Gonggong, mais les détails manquent encore à l'heure de l'annonce de leur découverte. Le satellite a une période orbitale probablement comprise entre 35 et 100 jours. Une fois le rayon orbital et la période de révolution connues, un calcul rapide de sa masse et de sa densité globale seront possibles. Les corps sont cependant suffisamment distant l'un de l'autre pour ne pas être en rotation synchrone ; de même le satellite serait suffisamment petit et de surface sombre pour que les premières estimations de la taille du corps parent restent pertinentes,.